# 399P/PANSTARRS
399P/PANSTARRS è una cometa periodica appartenente alla famiglia delle comete gioviane; la cometa è stata scoperta il 16 luglio 2013 , la sua riscoperta il 30 luglio 2020 ha permesso di numerarla .